# Wishing (canción de Asia)
«Wishing» —en castellano: «Deseando»— es una canción interpretada por la banda británica de rock progresivo Asia.  Fue escrita por John Wetton y Geoff Downes. Se encuentra originalmente en el álbum de estudio Astra, lanzado en 1985 por Geffen Records.

## Lanzamiento y recepción
En 1985, esta melodía fue publicada por Geffen Records como el segundo sencillo de Astra.  A diferencia de «Go», este tema fue lanzado como sencillo promocional y no para la venta. Fue producido por Geoff Downes y Mike Stone. En el lado B del vinilo se incluyó la canción «Too Late» —traducido del inglés: «Demasiado tarde»—, compuesta por Wetton, Downes y Carl Palmer.
«Wishing» no entró en ningún listado de popularidad, ya fuera en América o Europa. Sin embargo en Bolivia, fue un hit que se ubicó en el puesto 84 anual de 1986 del Top100 de la ciudad de La Paz.

## Versión de doce pulgadas
Aparte del vinilo de siete pulgadas, existe una versión de doce pulgadas de «Wishing».  En dicho sencillo se incluyó el tema principal en ambos lados del disco gramofónico.

## Lista de canciones

### Versión de siete pulgadas
| Cara A |           |                            |          |  |
| N.º    | Título    | Escritor(es)               | Duración |  |
| 1.     | «Wishing» | John Wetton / Geoff Downes | 4:15     |  |

| Cara B |            |                               |          |  |
| N.º    | Título     | Escritor(es)                  | Duración |  |
| 2.     | «Too Late» | Wetton / Downes / Carl Palmer | 4:11     |  |
| 8:26   |            |                               |          |  |

### Edición de doce pulgadas
| Cara A |           |                 |          |  |
| N.º    | Título    | Escritor(es)    | Duración |  |
| 1.     | «Wishing» | Wetton / Downes | 4:15     |  |

| Cara B |           |                 |          |  |
| N.º    | Título    | Escritor(es)    | Duración |  |
| 2.     | «Wishing» | Wetton / Downes | 4:15     |  |
| 8:30   |           |                 |          |  |

## Créditos
- John Wetton — voz principal y bajo
- Geoff Downes — teclados y coros
- Carl Palmer — batería
- Mandy Meyer — guitarra